# Precios de transferencia
El precio de transferencia es el precio que pactan dos empresas asociadas para transferir, entre ellas, bienes, servicios o derechos. Este precio es relevante, en el ámbito tributario, cuando las entidades que pactan el precio tienen vínculos de propiedad o de administración entre sí, (entidades «relacionadas») lo que podría facilitar que la fijación del precio no se realice en las mismas condiciones que hubiesen sido utilizadas por entidades que no mantengan estos vínculos («terceros» o «independientes»). En dicho caso, si la fijación del precio difiere del que se hubiese formado en un mercado abierto, competitivo y sin restricciones, implica que el precio permitiría distribuir beneficios entre empresas relacionadas de una manera que podría ser artificialmente favorable a alguna de las entidades. Esto es, una empresa podría vender a otra más caro o más barato, que el precio que debería formarse en un mercado de plena competencia, dependiendo de la localización en la cual un Grupo empresarial tuviese intención estratégica de acumular utilidades, lo cual podría afectar los intereses de recaudación de una determinada administración tributaria.
Esto implica que, en caso de transacciones entre entidades relacionadas, el precio de transferencia de bienes, servicios o derechos no siempre sigue las reglas de una economía de mercado; es decir, no siempre se regula mediante la oferta y la demanda. De acuerdo con ello, las normativas de precios de transferencia relativas a impuestos que se han ido estableciendo en todo el mundo en las dos últimas décadas buscan asegurar, para los países que las han incorporado a sus regímenes legales, que su recaudación de impuestos sobre la renta sea la máxima posible dentro de un ámbito de reglas eminentemente técnicas y de aceptación global. Por este motivo, la aplicación poco técnica, agresiva o abusiva de estas técnicas puede dar como resultado una sobre-imposición a una compañía, cuando las fallas de aplicación se dan en la administración tributaria, o sub-imposición cuando ellas existen en las políticas de precios de transferencia de un grupo empresarial.
Además se debe considerar que los precios de transferencia puede existir, tanto de manera internacional, como de manera doméstica (local).
De manera internacional, se lo ha definido en los párrafos anteriores, pero domésticamente, un mismo grupo de empresas asociadas, puede hacer uso de beneficios tributarios, para transferir costos entre éstas, y disminuir su carga impositiva.

## Definición
En empresas con varias divisiones, donde cada una genera parte de un mismo producto final, es difícil medir la eficiencia de cada división, ya que el ingreso total por las ventas del conglomerado no revela, directamente, si hay divisiones ineficientes que podrían estar siendo subsidiadas por las eficientes.
Así, una empresa textil podría tener divisiones de: cultivo de algodón, hilado, tejido, fabricación de prendas y venta de las mismas. Cuando esta empresa venda su producto, solo puede saber si en el total del proceso ganó o perdió, pero no sabrá el grado de eficiencia de cada división.
Para administrar mejor dicha eficiencia, algunas empresas usan como método los precios de transferencia (PT), de manera tal que sea posible medir el desempeño de sus divisiones. Para este fin, se establece un precio para cada una de las transferencias de productos entre las antedichas divisiones y así, por ejemplo, cuando el algodón sale del campo hacia el procesamiento, la división agrícola registra un ingreso por la venta y la división de hilado registra un gasto por la compra, afectando al estado financiero que virtualmente tendría cada división.
El valor que registrará cada división depende del parámetro de eficiencia que se quiera usar: el mercado (precio usual de mercado), otras divisiones de la empresa (precio fijado por la gerencia) o aporte al costo total del producto (costos incurridos), entre los principales métodos.
El precio de transferencia será por tanto, en esencia, el precio que se fija para la transferencia de bienes o servicios entre dos entidades. Cuando este término se refiere a normativas tributarias, entonces se refiere además al grupo de aplicaciones normativas que buscan evitar que el proceso de fijación de precios de transferencia ocurridos entre partes relacionadas socave las utilidades de las compañías residentes en el país que emite la normativa, puesto que ello le representaría una disminución en su base gravable y, por tanto, una menor recaudación de impuestos.

## Precios de transferencia en impuestos
Las normas tributarias sobre precios de transferencia que se han aprobado en múltiples países del mundo tratan de evitar que empresas vinculadas (casa matriz y filiales, por ejemplo) manipulen los precios bajo los que intercambian bienes o servicios, de forma tal que aumenten sus costos o deducciones, o disminuyan sus ingresos gravables en perjuicio de la recaudación impositiva del país que implementa la norma. De acuerdo con ello, las normativas de precios de transferencia procuran asegurar que la rentabilidad que obtienen las compañías que forman parte de grupos transnacionales, tributen en cada país en que funcionan por los beneficios económicos realmente generados (medidos en función de sus propios mercados), procurando así evitar que haya transferencias arbitrarias de dichos beneficios a otros países, que podrían ser jurisdicciones de baja o nula tributación.
De esta manera, las normas de precios de transferencia en materia tributaria constituyen una línea de defensa para las administraciones tributarias de los países que incorporan normas de este tipo, en la protección de la base imponible para los impuestos sobre los beneficios de los respectivos países, lo cual implica, a la vez, que una aplicación agresiva de la normativa por parte de una administración tributaria, tiene como consecuencia inevitable que un grupo empresarial se vea obligado a tributar injustamente en un país a causa de una atribución inadecuada de beneficios en un país a través de una determinación tributaria con eventuales falencias técnicas.
Dado que los beneficios totales de una transacción son distribuidos, a través de los precios de transferencia, entre los países en los cuales estén ubicadas las entidades participantes de dicha transacción, las normativas de precios de transferencia se refieren, en general, a un principio jurídico que se encuentra establecido en el artículo noveno del modelo de convenio de la OCDE(Organización para la Cooperación y el Desarrollo Económico) para evitar la doble imposición, que se conoce como el «Principio de Plena Competencia» (Arm's Length, en inglés) y cuyo texto es: «cuando se establezcan o impongan condiciones entre dos partes relacionadas, en sus transacciones comerciales o financieras, que difieran de las que se hubieren estipulado con o entre partes independientes, las utilidades que hubieren sido obtenidas por una de las partes de no existir dichas condiciones pero que, por razón de la aplicación de esas condiciones no fueron obtenidas, serán cuantificadas y registradas».
En la administración tributaria, las técnicas de determinación de precio de transferencia (PT) son usados para determinar las utilidades gravables de grupos empresariales que, por su carácter internacional (transnacional, importador, exportador) tienen divisiones en otros países, puesto que, si todos los gastos del grupo se producen en un país que cobra impuestos y la venta se produce en otro que no los cobra o que tiene menor tasa impositiva, la mayor parte de la ganancia no estará pagando impuestos en el país que pretende imponer sobre el beneficio de la transacción, o pagará una menor cantidad. En otras palabras, una corporación puede aprovechar el control que tiene sobre sus vinculados en el exterior, para transferir tributación de un país con un mayor nivel de impuestos a uno con menor nivel. Por ello, las legislaciones de precios de transferencia centran especialmente su atención sobre las operaciones realizadas entre vinculados económicos o partes relacionadas, cuando una de las partes tiene domicilio fiscal en uno de los territorios conocidos como «paraísos fiscales».
Sin embargo, esta poderosa atracción de la atención que ejercen los «paraísos fiscales» sobre las administraciones tributarias puede resultar en pretensiones injustificadas de obtener para sí el total del beneficio de una operación cuya rentabilidad se generó únicamente de manera parcial en la jurisdicción de dicha administración.
La problemática de PT ha ido creciendo con el desarrollo del comercio internacional intragrupo (es decir, el que tiene lugar entre compañías de un mismo grupo que se encuentran localizadas en distintos países), que experimentó un empuje importante a partir de la implantación del Plan Marshall durante la reconstrucción de Europa, posterior a la Segunda Guerra Mundial, puesto que las inversiones realizadas por las compañías estadounidenses en suelo europeo dieron como resultado la aparición de un intenso tráfico de bienes y servicios transcontinental.
Por ello, la OCDE, que agrupó en sus inicios esencialmente a Europa Occidental y Estados Unidos, definió un marco metodológico para determinar, a través de técnicas acordadas en conjunto y que por tanto son un campo de entendimiento común, si los PT, representados por los precios o márgenes de utilidad, en operaciones realizadas entre compañías relacionadas siguen el llamado «principio de plena competencia».
Al agrupar los países miembros de la OCDE a la mayor parte del comercio mundial intragrupo, estas guías metodológicas llamadas Directrices de Precios de Transferencia para Empresas Multinacionales y Administraciones Tributarias se han convertido en un estándar de facto para la emisión de normativas y disposiciones relativas al tema en el mundo, incluso en países que no son miembros de la OCDE.
Estas directrices se establecen como el estándar que debe ser respetado tanto por las administraciones tributarias como por las empresas multinacionales, puesto que, en aquellos casos en que las normativas nacionales generan distorsión (estableciendo exenciones arbitrarias, límites de rentabilidad con escaso sustento técnico, métodos «nuevos» que no se ajustan al campo de entendimiento común, o vinculan las normas a versiones desactualizadas de las directrices) sobre un estándar internacionalmente aceptado, en general será para generar beneficios a las administraciones tributarias, en evidente y directo perjuicio de las compañías y la rentabilidad de sus actividades en un país.

## Métodos de precios de transferencia
Las disposiciones sobre la materia que acogen los principios enunciados por la OCDE, en general, obligan a las empresas a escoger entre seis distintas formas de evaluar el cumplimiento del Principio de Plena Competencia para fines tributarios. Para ello se usa como referencia los precios o márgenes usuales de transacciones comparables en todo el mundo. Dado que las comparaciones normalmente no son perfectas, se deben realizar los ajustes cuantitativos correspondientes a fin de hacer procedente la comparación entre operaciones o compañías. En caso de que se demuestre que las operaciones no se realizaron a precios objetivos, la empresa deberá ajustar al alza su base tributaria y pagar en consecuencia el impuesto adicional, como si la operación hubiera tenido los precios o márgenes que se obtendrían en una operación comparable realizada entre partes independientes.
Por ejemplo, si un artículo se vende a una distribuidora, en otro país, a un precio menor al que cobran otras empresas que venden el mismo artículo, entonces las ganancias del vendedor deben calcularse basadas en el precio usual cobrado por esas otras empresas, con lo cual se incrementa la base gravable y, en consecuencia, la recaudación tributaria. Es por ello que las empresas que realizan operaciones con sus vincualdos del exterior, en particular las compañías multinacionales, consideran que las regulaciones en PT son uno de los aspectos tributarios que requieren especial atención y planificación para evitar consecuencias indeseables como puede ser la doble imposición sobre un mismo beneficio económico o un largo proceso de controversia enfrentando a las administraciones tributarias en tribunales fiscales que no cuentan con salas especializadas en el tema y que, por lo tanto, no pueden ser garantía de que la resolución se realice sobre la base de los mejores criterios técnicos sino en la aproximación que los jueces hagan al sentido común, el cual no es necesariamente evidente en las complejas transacciones del comercio internacional actual.

### Métodos aprobados por la OCDE hasta el momento son
Los métodos en materia de precios de transferencia aprobados por la OCDE son:
- Métodos Directos

1. El método del precio libre comparable, que determina el precio de los bienes o servicios transferidos en una operación vinculada por comparación con el precio de los bienes o servicios transferidos en el ámbito de una operación no vinculada y comparable. Este cotejo puede basarse en comparables internos, es decir las propias operaciones del contribuyente con empresas independientes o en comparables externos, es decir operaciones realizadas entre empresas independientes.
2. El método del precio de reventa, que compara el margen de reventa en una operación vinculada de compra con el margen de reventa que se ha obtenido en operaciones de compra y reventa no vinculadas y similares.
3. El método del coste incrementado, compara el margen sobre los costes directos e indirectos incurridos en una operación vinculada con el margen sobre los costes directos e indirectos incurridos en una operación no vinculada.
  - Métodos Indirectos
4. El método del margen neto de la operación compara el margen neto fijado sobre la base de un denominador apropiado que obtiene una empresa en el marco de una operación vinculada con el margen similar de una operación no vinculada.
5. El método de reparto del beneficio atribuye a cada empresa que participa en una operación vinculada la parte del beneficio o pérdida generado en dicha operación que una independiente esperaría obtener en el ámbito de una operación no vinculada y comparable. Se puede aplicar al beneficio total o al residual obtenido tras compensar las funciones ejercidas por cada parte .

## Precios de transferencia como actividad de planeación
La relevancia económica de las sentencias sobre temas relacionados con precios de transferencia y la utilidad de las normativas relacionadas para preservar la base imponible han dado como resultado una masiva adopción global, a la vez que una gradual incorporación, en varios países, de normativas, requerimientos y reformas constantes.
Este comportamiento implica que una entidad multinacional que carezca de políticas que le permitan asegurar el cumplimiento de las normativas de precios de transferencia en todas las jurisdicciones que le son relevantes tendrá como consecuencia directa la posibilidad de tener que enfrentar pagos por impuestos superiores a los que dicha entidad había previsto y que, por tanto, la atractividad de sus negocios decaiga.
Por este motivo, los precios de transferencia son elementos susceptibles de planificación, ya que su improvisación tiende a dar como resultado una incertidumbre importante con relación al real potencial y atractivo de un negocio.

## Ejemplo de abuso de PT por parte de una empresa
La empresa A está ubicada en un país donde se gravan los beneficios empresariales con un impuesto del 35 %, mientras que la empresa B está situada en un país donde los beneficios empresariales no tributan. Ambas empresas pertenecen al mismo propietario.
La empresa A vende a la empresa B su producción a precio de coste, obteniendo 0 beneficio. La empresa B vende la producción adquirida a la empresa A en la jurisdicción de la empresa A, a precio de mercado y obteniendo beneficios, por los cuales no paga impuestos en su jurisdicción.
Resultado: El propietario de las empresas A y B está obteniendo beneficios de su actividad productiva y comercial en la jurisdicción que grava los beneficios fiscales sin pagar impuestos.

## Ejemplo de abuso de PT por parte de una administración tributaria
Supongamos un grupo transnacional con operaciones en A y poseedor de una entidad de rentas pasivas en B. A es un país con una tasa impositiva del 35 % y B, un paraíso fiscal. El Grupo posee, además, entidades operativas en otros países, no paraísos fiscales, como M, N y O.
La compañía localizada en A realiza operaciones de exportación desde el país A hacia el país C, intermediándolas a través del país B. Las actividades en A son meramente industriales, no comerciales y son contratadas desde B hacia A de tal manera que en A no hay riesgos de que los productos manufacturados no se vendan, ni tampoco de no contar con dinero para la producción, pues este es facilitado por adelantado desde B.
El Grupo, para poder realizar la venta en C, encarga las actividades de identificación de mercados, controles de calidad, administración de inventarios, uso de marcas registradas, gestiones de venta, administración logística, entre otras. Estas funciones son realizadas por las entidades en M, N, y O.
En este esquema, una parte de la rentabilidad, correspondiente a una producción sin riesgos, le pertenece a la compañía en A, pero existe, evidentemente, una rentabilidad que debe atribuirse a las compañías en M, N y O, e incluso a la entidad en B, que es la que proporciona el financiamiento de la operación al contratar y pagar a las entidades operativas.
Sin embargo, resulta usual, y es apoyado por leyes en algunos países, que la administración tributaria de A busque adjudicar, para la compañía en A, el total del beneficio de la operación realizada por las compañías en A, B, M, N y O, aun cuando la agregación de valor realizada en A sea solo una parte del total, y siendo necesaria, para la consecución del beneficio total, procesos de agregación de valor por parte de M, N y O.

## Marco legal en distintos países
A pesar de que la mayor parte de las normativas siguen los principios definidos por las Guías Normativas de la OCDE (Brasil es la excepción más notable, puesto que sus normas no siguen a la OCDE), existen diferentes formatos de aplicación de las mismas y algunas diferencias son notables, como por ejemplo el «sexto método» argentino, copiado de forma casi literal y sin adaptación alguna a la realidad de cada país, por Uruguay, Ecuador y Guatemala.
Las compañías transancionales líderes de asesoría en impuestos suelen compilar las bases de estas normativas; en la sección de enlaces externos se encuentra una de dichas compilaciones, preparada a través de la colaboración de los practicantes de precios de transferencia de cada uno de los países incluidos en dicha compilación.

### Marco legal en Venezuela
El 22 de octubre de 1999, según la Gaceta Oficial N.º 5390, se emitió el Decreto Ley de Reforma Parcial de la Ley de Impuesto sobre la Renta, el cual introdujo por primera vez las normativas en materia de precios de transferencia.
La introducción de esta nueva norma permite a Venezuela prevenir la transferencia de ingresos al exterior por parte de las compañías multinacionales mediante el manejo de precios de los bienes y servicios importados y exportados a las compañías relacionadas, sea por la razón que fuera.
El 28 de diciembre de 2001, se reformó nuevamente la Ley de Impuesto Sobre La Renta, esta última introdujo importantes cambios a la normativa relativa a la materia de precios de transferencia, desde el artículo 112 hasta el artículo 170. De esta forma se cambió totalmente la normativa legal acerca de los Precios de Transferencia, así como también se le dio una orientación conceptual diferente a la establecida el 22 de octubre de 1999.
En la nueva normativa de precios de transferencia se adoptó el Principio Arm's Length «Principio de Plena competencia o concurrencia» para transacciones entre compañías relacionadas similar al concepto establecido en la Guía sobre Precios de Transferencia para las Empresas Multinacionales y las Administraciones Fiscales, aprobadas por el Consejo de Organización de Cooperación y Desarrollo Económico (OCDE) en el año 1995, de hecho nuestra Ley de Impuesto sobre la Renta contempla la aplicación de esta norma en forma supletoria.

#### Sujetos pasivos del régimen de precio de transferencia
Los contribuyentes sujetos al impuesto sobre la renta que celebre operaciones con parte vinculadas están obligados para efecto de esta ley a determinar ingresos, costo y deducciones aplicando la metodología de precios de transferencia.
De la misma manera deberán presentar la declaración informativa de operaciones efectuadas con partes vinculadas en el extranjero ante la oficina de la Administración Tributaria correspondiente al domicilio fiscal del contribuyente, para ser remitida a la Gerencia de Estudios Económicos Tributario del SENIAT.

#### Supuestos de vinculación
Las operaciones entre empresas vinculadas ocurren cuando en alguna forma tienen relación entre ellas. En tal sentido, se consideran en la Ley de Impuesto sobre la Renta en los artículos 117 al 119 los siguientes supuestos para la determinación de la vinculación:
1. Participación directa o indirecta en la dirección, control o capital de otra empresa.
2. Persona interpuesta.
3. Operaciones efectuadas con entidades situadas en jurisdicciones de baja imposición fiscal, en este último caso se presume la vinculación, salvo prueba en contrario.

Se entiende como transacción vinculada aquella que se efectúa entre este tipo de entidades. Por el contrario, una transacción no vinculada es aquella efectuada entre partes independientes.

#### Partes vinculadas y las no vinculadas
La definición de parte vinculada y no vinculada, en la Ley de Impuesto Sobre La Renta es análoga con los términos utilizados por la Guía de Precios de Transferencia de la OCDE a continuación transcribimos los conceptos de parte vinculada y no vinculada establecido por la LISLR:
«A los efectos de este Capítulo, se entenderá por parte vinculada la empresa que participe directa o indirectamente en la dirección, control o capital de otra empresa, o cuando la misma persona participe directa o indirectamente en la dirección, control o capital de ambas empresas».
«Se entenderá como transacción vinculada aquella que es efectuada entre partes vinculadas...».
«Se entenderá como transacción no vinculada aquella que es efectuada entre partes independientes...».
«Una transacción no vinculada es comparable a una transacción vinculada si se cumple al menos una de las dos condiciones siguientes:
1. Ninguna de las diferencias, si es que existen, entre las transacciones comparadas o entre las empresas que llevan a cabo esas transacciones comparadas afectarán materialmente al precio o al margen en el mercado libre; o
2. Pueden efectuarse ajustes razonablemente exactos para eliminar los efectos materiales de dichas diferencias».

La Ley de Impuesto Sobre La Renta define que la transacción no vinculada podría ser comparable, siempre y cuando no existan diferencias, esto se refiere a la característica del elemento a utilizar como parte comparable. En caso de existir diferencias no se puede utilizar como comparable. Al menos que estas diferencias no sean materiales o siempre y cuando se puedan realizar ajustes económicos o contables para llevarlo a la similitud de la parte examinada.

#### Reglas para los elementos de comparabilidad
En la Ley de Impuesto Sobre la Renta en sus artículos 125 al 130 se establecen reglas específicas para los elementos de comparabilidad, los cuales están clasificado de la siguiente manera:
1. Determinación de las funciones realizadas.
2. Activos empleados.
3. Riesgos asumidos.
4. Circunstancias económicas.
5. Estrategias de negocios.

##### Determinación de las funciones realizadas
Deberá efectuarse la comparación de las funciones llevadas a cabo por las partes, la cual se basará en un análisis funcional que tendrá como objeto identificar y comparar las actividades económicamente significativas y las responsabilidades asumidas por las partes independientes y por las partes vinculadas, prestando atención a la estructura y organización de las partes.
Deberán considerarse funciones tales como: diseño, fabricación, ensamblaje, investigación y desarrollo, servicios, compra, distribución, mercadeo, publicidad, transporte, financiamiento y dirección. Así mismo, se precisará la relevancia económica de esas funciones en términos de su frecuencia, naturaleza y valor para las respectivas partes de la transacción.
Deberán identificarse las principales funciones llevadas a cabo por la parte objeto de análisis, con la finalidad de efectuar los ajustes para eliminar cualquier diferencia material en relación con las funciones asumidas por cualquier parte independiente considerada comparable.

##### Activos empleados
Para identificar y comparar las funciones realizadas se debe analizar los activos que se emplean, considerando entre otros la clase de activos utilizados y su naturaleza, antigüedad, valor de mercado, situación, grado de protección de los derechos de propiedad disponibles, entre otros.

##### Riesgos asumidos
Se tomarán en consideración los riesgos asumidos por las partes al objeto de comparar las funciones llevadas a cabo por las mismas. Los tipos de riesgos a considerar incluyen los del mercado, tales como las fluctuaciones en el precio de los insumos y de los productos finales; los riesgos de pérdidas asociados con la inversión y el uso de los derechos de propiedad, los edificios y los equipos; riesgos en el éxito o fracaso de la investigación o desarrollo; riesgos financieros como los acusados por la variabilidad del tipo de interés y del cambio de divisas; riesgos de los créditos y otros.

##### Circunstancias económicas
Se considerarán como circunstancias económicas a fin de determinar el grado de comparación de los mercados en los que operan las partes independientes y las partes vinculadas, entre otros: la localización geográfica, el tamaño de los mercados, el nivel de competencia de los mercados, las posiciones competitivas relativas a los compradores y vendedores, posición de las empresas en el ciclo de producción o distribución, la disponibilidad de bienes y servicios sustitutivos, los niveles de insumos y de demanda en el mercado, el poder de compra de los consumidores, la naturaleza y extensión de las regulaciones gubernamentales del mercado, los costos de producción, los costos de transporte, el nivel de mercado (detallista o mayorista), la fecha y hora de las transacciones y otros.

##### Estrategias de negocios
Se considerarán como aspectos relativos a las características de las estrategias de negocios: la diversificación, aversión al riesgo, valoración del impacto de los cambios políticos y de las Leyes laborales existentes o previstas, estrategias de penetración o expansión de mercados; así como todos aquellos factores que se soportan en la marcha diaria de los negocios.

#### Métodos para la determinación del precio de transferencia
La Ley de Impuesto Sobre La Renta, en sus artículos del 136 al 142 refleja, los métodos a considerar para evaluar la razonabilidad de los precios de transferencia de acuerdo al principio de arm's length entre partes vinculadas. Los métodos que se encuentran contemplados en dichos artículos son:
1. Método del Precio Comparable no Controlado (Comparable Uncontrolled Price, CUP).
LISLR Artículo 137: «El método del precio comparable no controlado (Comparable Uncontrolled Price Method) consiste en comparar el precio cobrado por transferencia de propiedad o servicios en una transacción vinculada, con el precio cobrado por transferencia de propiedad o servicios en una transacción no vinculada comparable, en circunstancia comparable».
Mediante este método se compara el precio cargado a bienes o servicios transferido en una transacción controlada, con el precio atribuido a bienes o servicios transferidos en una operación no controlada.
Las fuentes comparables para la aplicación de este método puede provenir de:
- Comparables externos. Son los elementos de comparación de precios que se realiza entre compañías que no están incluidas dentro del grupo económico.
- Comparables internos. Son los elementos de comparación que provienen de transacciones realizadas por la empresa con partes no controladas.

La información de comparables internos es más fácil de obtener para la empresa, siempre y cuando se hayan realizado operaciones con partes no relacionadas. Las comparables externas resultan más difíciles ubicarlas, esto se debe a que la mayoría de la información pertenece a compañías privadas. Para la búsqueda de comparables externos es necesaria la adquisición de una base de datos para la obtención de la información.
Para la aplicación del método CUP debe existir similitudes entre los productos o servicios que se van a comparar, las características que deben cumplir son:
- Calidad del producto: consistencia (ejemplo: metales preciosos, minerales, etc.), duración (ejemplo: los Granos), grado de humedad.
- Clausura de contratos: la garantía del producto, volumen de ventas, modalidades de créditos, modalidad de envíos, cláusula legal.
- Nivel de Mercado: mayorista, minorista y otras cláusulas de distribución.
- Días de transacción.
- Intangibles asociados a la venta.
- Riesgos cambiarios.

Las operaciones serán comparables cuando no existan diferencias entre ellas o cuando existiendo, se conoce la incidencia de estas en el precio y por lo tanto se puede ajustar.
Adicional es importante mencionar que el método del Precio Comparable No Controlado en su versión externa también es conocido como el sexto método, porque se analizan las operaciones con la comparación de productos cotizados en bolsas, bien llamados «commodities». Lo anterior significa que se tendrá un producto similar con cotización internacional para compararlo con el producto comercializado por la entidad.
2. Método del Precio de Reventa (Resale Price Method, RPM).
Este método es aplicable en actividades de: compra, distribución, comercialización o reventa de bienes para la reventa en los que no han sufrido una alteración o modificación importante o a las que no se les ha agregado un valor significativo.
Este método compara funciones y riesgos similares, mas no la similitud de productos.
LISLR Artículo 138: «El método de precio de reventa (Resale Price Method), se basa en el precio al cual el producto que ha sido comprado a una parte vinculada es revendido a una parte independiente. Este precio de reventa es disminuido con el margen de utilidad calculado sobre el precio de reventa, que representa la cantidad a partir de la cual el revendedor busca cubrir sus gastos de venta y otros gastos operativos y obtener un beneficio adecuado tomando en cuenta las funciones realizadas, los activos empleados y los riesgos asumidos».
El método de precio de reventa es el precio de una empresa relacionada cuando le vende a una empresa independiente, al cual se le reduce el margen bruto que cubre los costos y la ganancia del revendedor.
Este método por lo general es utilizado para evaluar empresas distribuidoras que revenden los productos sin adicionarles partes o alterarlo físicamente. En caso de existir diferencia entre la parte examinada y la parte comparable en relación con las funciones realizadas, términos contractuales, riesgos asumidos, valor agregado, activo intangible, que afecte materialmente este método no se podrá aplicar al menos que se le apliquen los ajustes necesarios.
La metodología para la aplicación del precio de reventa consiste en determinar la razón del margen bruto de venta de la parte examinada y de la parte comparable, para luego realizar la comparación entre ambas. En la búsqueda de comparabilidad para el método de reventa se pueden considerar dos fuentes:
- Precio de Reventa Interno: Es el margen obtenido por distribuidores del grupo en operaciones no controladas comparables.
- Precio de Reventa Externo: Es el margen que se obtiene un distribuidor independiente en transacciones no controladas comparables.

3. Método de Precio del Costo Adicionado (Cost Plus Method).
LISLR Artículo 139: «El método del costo adicionado (Cost Plus Method) se basa en los costos en los que incurre el proveedor de estos bienes, servicios o derechos, en una transacción vinculada por la propiedad transferida o los servicios prestados a una parte vinculada, añadiéndose a éste un margen de utilidad, calculado sobre el costo determinado, de acuerdo a las funciones efectuadas y a las condiciones del mercado».
Este método se utiliza para determinar los precios de transferencia de productores de bienes y servicios que realizan ventas a partes relacionadas tomando como base el costo de producción de la empresa vinculada. En este caso, el precio de transferencia se determina sumando a los costos de producción un margen bruto, lo que debería equivaler al precio de venta que debió haberse establecido entre partes independientes.
Ese valor adicional al costo, denominado mark-up es un porcentaje que el productor pretende obtener cuando realiza transacciones con partes relacionadas. El cual se expresa en a siguiente fórmula:
Precio de Ventas = Costo de Producción + Porcentaje Adicional
Este método se utiliza por lo general en las ventas de productos en proceso entre las empresas vinculadas, en ventas a largo plazo o para el caso de prestación de servicios y especialmente cuando el productor no ha desarrollado un bien intangible propio.
Para la aplicación del método de costo adicionado se debe revisar con precaución sus costos de producción, adicionalmente se debe revisar otros factores que inciden en la aplicación de este método, los cuales son:
- Estructura general de costo: Vida útil de las plantas y equipos.
- Experiencia en el negocio: Fase de inicio o de madurez de la compañía.
- Eficiencia gerencial: Política de ventas, esquema de compensación de venta.

En caso de existir alguna diferencia significativa, se afectará la aplicación de este método. Para su uso se deberán realizar los ajustes económicos necesarios.
4. Método de División de Beneficio (Profit Split Method).
LISLR Artículo 140: «El método de división de beneficios (Profit Split method) consiste en asignar la utilidad de operación obtenida por partes vinculadas, en la proporción que hubiera sido asignada con o entre partes independientes, conforme a lo siguiente:
A) Se determinará la utilidad de operación global mediante la suma de la utilidad de operación obtenida por cada una de las personas relacionadas involucradas en la operación.
B) La utilidad de operación global, se asignará a cada una de las personas relacionadas considerando elementos tales como activos, costos y gastos de cada una de las partes vinculadas, con respecto a las operaciones entre dichas partes vinculadas».
En este método, el beneficio operativo o pérdida, derivados de transacciones controladas, se asigna en proporción a las contribuciones realizadas, ya que se considera que estas últimas reflejan equitativamente la retribución que a cada miembro del grupo le correspondería por los esfuerzos realizados. Dichas contribuciones están determinadas por los gastos, activos fijos o empleados, las funciones cumplidas, los riesgos asumidos y los recursos utilizados por la compañía.
Generalmente, cuando las empresas proceden a efectuar un emprendimiento conjunto, deciden de manera anticipada la forma en que se dividirían los beneficios que resulten en la operación. Pues bien, este método apunta a establecer el mismo procedimiento que hubiesen adoptado tales empresas independientes para dividir las utilidades, sin considerar condiciones especiales impuestas en una transacción controlada.
5. Método de Margen Neto Transaccional (Transactional Net Margin Method).
LISLR Artículo: 141 «Consiste en determinar en transacciones entre partes vinculadas, la utilidad de operación que hubieran obtenido partes independientes en operaciones comparables, con base en factores de rentabilidad que toman en cuenta variables tales como activos, ventas, costos gastos o flujo de efectivo». En este método se compara el margen neto de ganancia de la parte examinada, con el margen neto de ganancia de la parte no controlada o empresas comparables. El margen obtenido proviene de las ventas menos el conjunto de los costos totales operativos. En la práctica el método margen transaccional neto es utilizado como método de último recurso, para ser aplicado después de que se haya comprobado la inaplicación de los otros métodos tradicionales.
Selección del método más adecuado.
El sujeto pasivo tiene la obligación de seleccionar el método que más se adecué a la operación examinada con las características funcionales que presenta la parte examinada.
La Ley de Impuesto Sobre La Renta exige que el contribuyente deba considerar el método del precio comparable no controlado como primera opción antes que otro método a utilizar.

### Marco legal en México
En México los Precios de Transferencia aparecen desde 1992, haciendo ya referencia a partes relacionadas y a la facultad de la Secretaría de Hacienda (administración fiscal) de determinar presuntivamente ingresos . Por su situación geográfica y la firma del Tratado de Libre Comercio de América del Norte TLCAN, México se volvió un destino importante de inversión extranjera y presencia de empresas multinacionales, por lo que se torna esencial aplicar instrumentos de control fiscal para la recaudación adecuada de impuestos. De esta forma a partir de 1994 los Precios Transferencia y su cumplimiento toman mayor importancia y son descritos de forma más detallada en la Ley del Impuesto Sobre la Renta (LISR). Actualmente la legislación mexicana en la materia se ha extendido, incluyendo también casos específicos como el de la industria maquiladora que representa un sector importante.
La legislación mexicana mantiene un paralelo estrecho con los lineamientos de la OCDE, definiéndolos como los montos de las contraprestaciones pactadas entre empresas asociadas para las operaciones intercompañía que pueden ser principalmente de:
- Financiamiento.
- Prestación de servicios.
- Uso, goce o enajenación de bienes tangibles.
- Explotación o transmisión de la propiedad de un bien intangible.
- Enajenación de acciones.

Las autoridades fiscales, de la misma forma que sucede en otros países, utilizan las regulaciones sobre precios de transferencia principalmente para asegurarse que las operaciones entre compañías vinculadas no son medios de manipulación de las utilidades o pérdidas entre empresas. En este sentido se busca comprobar que las operaciones entre partes relacionadas sean realizadas a precios de mercado, es decir, precios comparables a los realizados entre terceros independientes.

#### Partes relacionadas
El Artículo 179 —sexto párrafo— de la Ley del Impuesto Sobre la Renta (LISR) señala tres casos para que se configure el supuesto de considerar que dos o más personas son “Partes relacionadas”:
(a) Cuando una persona participa de manera directa o indirecta en la administración, control o capital* de la otra.
(b) Cuando una persona o grupo de personas participe directa o indirectamente en la administración, control o capital de dichas personas.
(c) Cuando se trate de asociaciones en participación, se consideran como partes relacionadas sus integrantes, así como las personas que conforme a lo anterior se consideren Partes Relacionadas
* Es importante mencionar que la ley no establece un mínimo de capital por lo que la relación se puede establecer con la posesión de una sola acción.

### Marco legal en Perú
En el portal peruano tributacionperu.com se precisa que a nivel internacional, las entidades de diversa naturaleza desarrollan complejas operaciones que ameritan en muchos casos la observancia de las regulaciones sobre precios de transferencia, cuya esencia radica en determinar si las transacciones que estas entidades desarrollan son iguales o al menos similares. Se cita a Tulio Rosemburj (Precios de Transferencia. Los Acuerdos de Costes. Instituto de Estudios Fiscales. Universidad de Barcelona 2008) el cual sostiene que el Precio de Transferencia no es una patología, sino un medio normal de distribución de costes en el conjunto vinculado, por lo que, en su tráfico ordinario resulta susceptible de valoración y contraste con la réplica del mercado. En Tributación Perú se considera que es necesario que los profesionales tienen el deber de conocer estas disposiciones que facilitarán una mejor estructura de las operaciones intergrupo o sector en la cual un entidad tenga influencia dominante o tenga vínculos contractuales y similares.
Los contribuyentes domiciliados en el país deberán presentar la Declaración Informativa de Precios de Transferencia observando lo siguiente:
1. En el caso de sus operaciones con partes vinculadas se cumplan el siguiente supuesto: El monto de operaciones supere los doscientos mil nuevos soles (S/. 200,000.00).
2. En el caso de operaciones con países de baja o nula imposición tributaria: Hubieran realizado al menos una transacción desde, hacia o a través de países o territorios de baja o nula imposición

Mediante Resolución de Superintendencia N.º 200-2010-SUNAT se establece el cronograma para la presentación del PDT 3560 correspondiente al ejercicio 2009 (vencimiento de obligaciones mensuales del mes de julio de 2010).

### Marco legal en Guatemala
En Guatemala la normativa sobre partes relacionadas entró en vigencia en enero de 2013 en la Ley de Actualización Tributaria Decreto 10-2012; sin embargo, la misma fue suspendida en diciembre del mismo año hasta diciembre de 2014. Expertos en la materia opinan que la administración tributaria puede pedir el análisis de dicho período, porque se debía dar cumplimiento a la normativa durante el lapso en que estuvo vigente. En 2015 retomó vigencia y a partir de la fecha, la administración tributaria ha solicitado:
1. Anexo a la Declaración Jurada de ISR sobre Partes relacionadas: El mismo debe llenarse al vencimiento de la declaración Jurada de Impuesto Sobre la Renta 31 de marzo, en el cual se envía información del período fiscal anterior vencido el 31 de diciembre.
2. Estudio Técnico de Precios de transferencia: El mismo debe presentarse en caso la administración tributaria lo solicite. Para este caso, la normativa da un tiempo máximo de veinte días hábiles para su presentación en caso sea requerido; sin embargo, el mismo al ser base para el llenado del anexo, debería poseerse antes de la declaración. Si una entidad no presente el estudio a la administración tributaria, de acuerdo al código tributario de Guatemala, puede ocasionar multas que van desde Q5,000.00 hasta un 1 % de los ingresos brutos al considerarse como resistencia a la acción fiscalizadora.

En lo que va de 2016 se han realizado varios requerimientos, y se tiene entendido que la administración tributaria ha iniciado la fiscalización para el período fiscal 2013, cobrando multas significativas.

## Países que han implementado regulaciones de precios de transferencia
1. Alemania
2. Argentina
3. Australia
4. Austria
5. Azerbaiyán
6. Bélgica
7. Bolivia
8. Brasil
9. Canadá
10. Chile
11. China
12. Colombia
13. Corea del Sur
14. Costa Rica
15. Croacia
16. Dinamarca
17. El Salvador
18. Ecuador
19. Egipto
20. Eslovenia
21. España
22. Estados Unidos
23. Estonia
24. Filipinas
25. Finlandia
26. Francia
27. Grecia
28. Guatemala
29. Honduras
30. Hungría
31. India
32. Indonesia
33. Irlanda
34. Israel
35. Italia
36. Japón
37. Kazajistán
38. Kenia
39. Letonia
40. Lituania
41. Luxemburgo
42. Malasia
43. Malta
44. México
45. Nicaragua
46. Noruega
47. Nueva Zelanda
48. Países Bajos
49. Panamá
50. Perú
51. Polonia
52. Portugal
53. Rumanía
54. Reino Unido
55. República Checa
56. República Dominicana
57. República Eslovaca
58. Rusia
59. Singapur
60. Sudáfrica
61. Suecia
62. Suiza
63. Tailandia
64. Taiwán
65. Turquía
66. Ucrania
67. Uruguay
68. Venezuela
69. Vietnam

Lista a febrero de 2015.